# Пастка ліквідності
Па́стка лікві́дності — стан економічної кон'юнктури, при якому відсоткова ставка досягла свого мінімального значення і подальший приріст пропозиції грошей не зможе її зменшити та стимулювати інвестиційний попит.
Термін «Пастка ліквідності» вперше ввів економіст, прихильник кембриджської школи кількісної теорії грошей Д. Робертсоном. Теоретичні положення щодо входження до такого стану викладені Дж. М. Кейнсом в роботі «Загальна теорія зайнятості, процента і грошей».
Дж. Кейнс вважав, що під час Великої депресії економіка потрапила саме в таку пастку ліквідності. Хоча багато економістів вважають, що це суцільно теоретична модель і важко зустріти таку пастку на практиці.

### Концепція
Системний вплив «пастки ліквідності» на економіку характеризується неможливістю впливу на національний дохід за рахунок підвищення пропозиції грошей. Процентна ставка знаходиться на дуже низькому рівні і далі падати вона не буде. Можливе тільки її підвищення. За цих умов власники грошей не мають бажання інвестувати їх. Приріст грошей не направляється на інвестиції, а поглинається спекулятивним попитом, тобто осідає на руках. Оскільки процентна ставка не змінюється, то інвестиції і рівень виробництва залишаються постійними. Механізми ринкового регулювання не забезпечують вихід із цієї ситуації. Необхідний імпульс із-за меж ринкової системи. Цим імпульсом служить бюджетно-фіскальна політика.
З виникненням ліквідної пастки пов'язана небезпека виникнення «інвестиційної пастки», коли попит на інвестиції повністю нееластичний за ставкою відсотка.